# 大胡城
大胡城（おおごじょう）は、群馬県前橋市河原浜町にあった中世の日本の城（平山城）。大胡氏・上泉氏の居城であった。後の近世初頭に徳川氏家臣・牧野氏が入り城主になった。群馬県指定史跡。天文年間（1532年 - 1555年）に築城されたとされ、元和2年（1616年）廃城となった。

## 概要
大胡城は大胡氏の居城であった。大胡氏は藤原秀郷の子孫であり、東毛地方で勢力を扶植していた豪族であった。「吾妻鏡」の建久元年（1190年）の記事には大胡太郎の名前が見えるので、鎌倉時代の初期にはすでにこの地域の有力な支配者であったと思われる。しかしこの頃の大胡氏の居館は、現在の大胡城ではなく、城の西300メートルほどの所にある養林寺の辺りであったのではないかと推定されている。また、現存の城趾には近世大名牧野氏の城主時代の縄張りや構造が認められる。

## 歴史・沿革

### 古河公方・横瀬氏との戦い
南北朝時代、観応の擾乱に際して大胡氏は山上氏らと共に足利尊氏に与し、足利直義方の桃井直常、長尾景忠と笠懸野で戦って敗れたが、やがて尊氏は勢力を回復し直義を自害に追い込んだ。
その後しばらく大胡氏の動静はつかめないが、享徳の乱のさなかに古河公方足利成氏は配下の岩松持国に赤堀・大胡・深津氏を攻撃させているので、この大乱において大胡氏は上杉方に加担していたものと思われる。また、文明元年（1469年）に川越城で行われた太田資清主催の連歌会に大胡城主とみられる大胡修茂の名が見えている。
子孫の牛込氏の伝えによれば、天文10年（1541年）、新田金山城の横瀬氏（由良氏）の勢力が強大となってきて、圧迫されるようになったため、大胡氏は当地域をすてて江戸に赴き、牛込城に移ったといわれる。少なくとも永禄2年（1559年）以前には江戸へ出ており、既に後北条氏配下にあった（『大胡町誌』）。

### 越後上杉氏の越山
しかし大胡氏の一族はなお当地方に残っていた模様で、永禄年間、上杉謙信に従う者を書き連ねた「関東幕注文」には大胡氏の名前が見える。しかし大胡氏に大胡城を維持するだけの実力はなく、新田金山城主横瀬国繁方となった大胡城には、配下の益田氏（大胡氏と同じ秀郷系藤原氏と伝）が居城したという。益田氏系図略記および益田氏菩提寺の縁起（『大胡町誌』収録）によれば、益田行綱が大胡城を築城し、行茂（嘉吉元年戦死）、修茂（享徳年間に横瀬国繁に属す）と続いたが、4代目の茂政のとき大胡城が落城し新田へ移住、横瀬景繁の娘を娶り続いたとある。大胡一族の上泉氏の家伝や上泉氏子孫の上泉信綱関連の書物によれば、信綱や上泉氏一族などが城主だったともいわれる。
その後、上杉、北条の抗争の中で、大胡城も転変にさらされていく。横瀬成繁が北条方に寝返ると、上杉謙信は大胡城を攻め落とし、配下の北条高広を城主として入れた。しかしこの北条高広も後には謙信を裏切ってしまう。後に越・相同盟が成立すると、北条高広は謙信に許され、厩橋城（前橋城）に復帰した。高広は前橋城を子の景広に譲り、自身は大胡城に隠居したと言われている。

### 御館の乱と本能寺の変
天正6年（1578年）、上杉謙信が急死すると、その跡目を争って長尾氏系の景勝と、北条氏政の実子で謙信の養子になっていた景虎とが抗争を繰り広げた（御館の乱）。この戦いで後北条氏と親しい高広は、景虎を支援した。しかし結果は景虎の敗北となり、厩橋城主の景広は越後で戦死、天正7年（1579年）2月、北条高広は内藤昌月らを通して武田勝頼に従属した。この時、厩橋城には北条高広、大胡城には大胡高繁が入った（大胡高繁は北条高広の親族と思われる）。
しかし、天正10年（1582年）、その武田氏も織田信長に攻められて滅亡、その後信長の家臣滝川一益が上野一国を与えられて厩橋城（前橋城）に入りこの地方を支配したが、本能寺の変で信長が殺害されると織田氏の勢力も一掃された。神流川の戦いで北条氏直に敗れ滝川一益が上野を去った後、天正11年（1583年）9月、沼田城の真田昌幸と連携し独立を保っていた北条高広の厩橋城が北条氏邦に落とされ、この地方は厩橋城に入った氏邦の支配下に置かれることとなる。

### 牧野氏の入城とその後

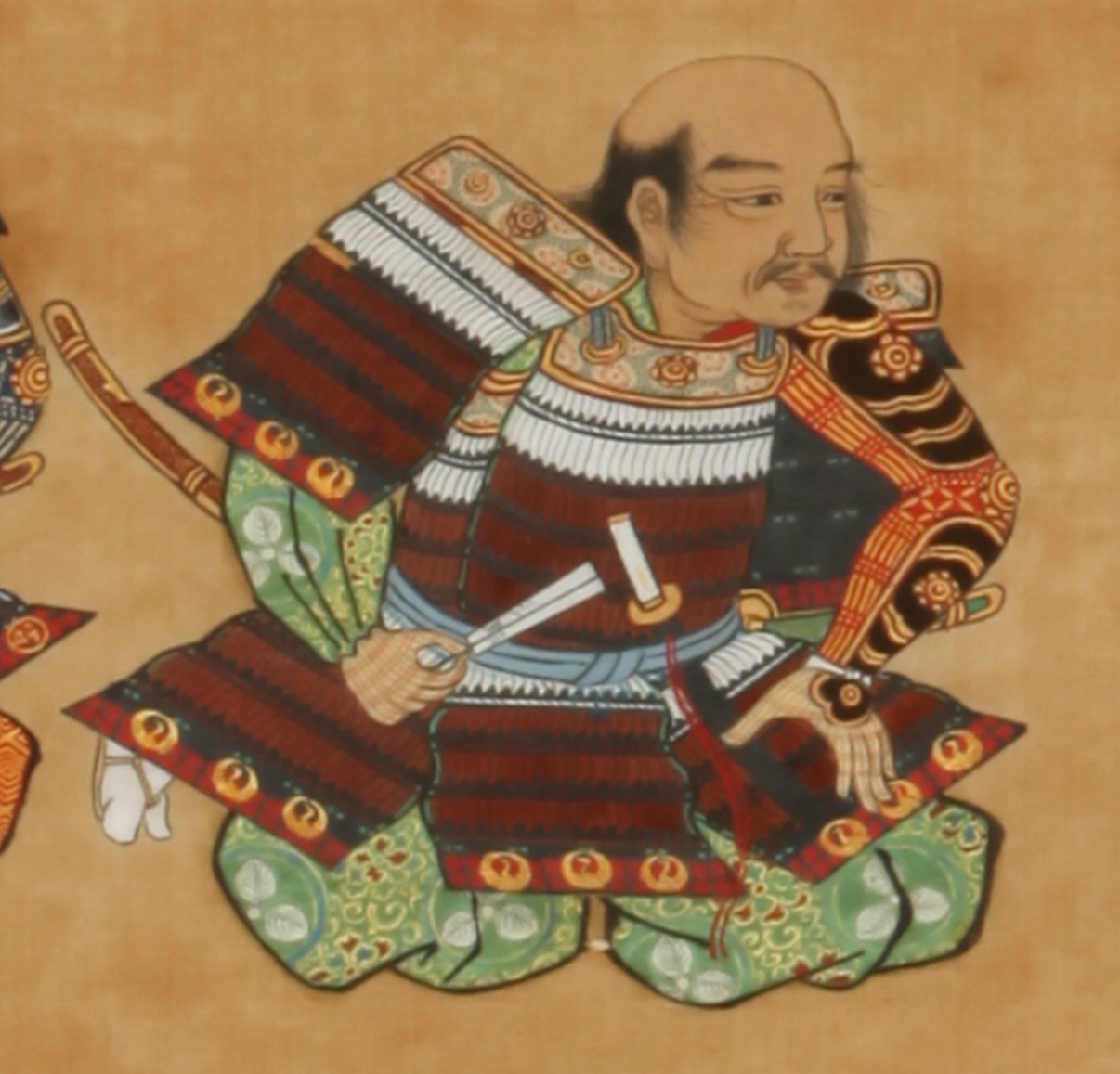
牧野康成（狩野秀信筆「徳川十七将ノ図」より）。長岡市立中央図書館蔵

その後、関東地方で最大勢力を誇った後北条氏も天正18年（1590年）、小田原征伐で没落、大胡高繁の所領も没収され、戦後は徳川家康が関八州の支配者となった。大胡城には徳川氏家臣の牧野康成が2万石で大胡城に入城した。しかし、入城後約25年の元和2年（1616年）、牧野氏は越後長峰に5万石で転封され、大胡領は前橋城主酒井氏の管轄となり、それにより上部構造物が撤去されて大胡城は廃城となった。
第二次世界大戦中、大胡城本丸地下には防空壕が掘られ、産業機械が搬入されて実際に軍需工場として稼働していた。
1967年（昭和42年）2月24日に群馬県指定史跡になった。

## 構造
大胡城の古絵図によると、細長い小丘陵地の南北を堀切で仕切り、土塁・枡形門を備えた本丸・二ノ丸は大胡氏時代の城郭構造であると推定される。このほかに三ノ曲輪・四ノ曲輪（以上南側）・西曲輪・玉蔵院（西側）・根小屋（東側）・越中屋敷（北側）が位置する。また城北部に近接の近戸神社（ちかとじんじゃ）があるがこれも城郭の一部とされ近戸曲輪という。
複郭構造には牧野氏が拡充した近世城郭の様相も見て取れる。現在見られる石垣構造などはこの牧野氏時代に構築されたのではないかと考えられている。
広さは南北670メートル。東西は西曲輪・根小屋の平城部を含めると最大310メートル、丘陵部のみでは180メートルほどである。
牧野氏の時代、城の大手口は四ノ曲輪の南にあった。前橋方面に開き、西側に侍屋敷が、南側（伊勢崎方面）には城下町が広がっていた。この大手口は牧野氏が定めたものであり、城下町と城を直結することが意図されていた。それ以前の後北条氏時代の大手口は根小屋にあったとみられる。
目立った水堀は無く、空堀と城の西側の小流（用水）と東側のそばを流れる荒砥川の天然の流で代用していたと考えられる。当時の荒砥川は近戸曲輪・越中屋敷の崖下すぐを流れたとされる。また西側の用水はS字に歪曲して二ノ丸と三ノ曲輪間の城中央部を横断するが、これは牧野氏時代に歪曲していなかった川筋を変え用水としたものと推定される。
最北部の近戸曲輪であるが、この近戸曲輪と越中屋敷の間は中世の堀切としては幅が広すぎるため、近戸曲輪は大胡城の出城と推定されている。また大胡氏初期では、近戸曲輪のみが大胡城だったとも考えられている（大胡町誌）。
越中屋敷は江戸期の牧野氏寄騎・真木越中守（3000石）のものであると考えられる。また北城ともいわれ、城の北限とも推定される。なお北に虎口がなかったと思われ、北からの攻撃を防御し本丸側を守る役割があったとされる。現在は大胡幼稚園が存在する。
三ノ曲輪と四ノ曲輪は捨曲輪である。かつてこの2つは一つのものであった（「大胡城考」）。牧野氏時代に東の根小屋と西に設けた侍屋敷の連絡のため堀切を設け、捨曲輪を2分したと考えられる（大胡町誌）。四ノ曲輪は南曲輪ともいう。
西曲輪は牧野氏による増築部分である。これは大手口の移動により三ノ曲輪・四ノ曲輪（旧捨曲輪）の西側に大手への通路を作ることになったため、旧捨曲輪西の用水を東遷させた。結果、三ノ曲輪と四ノ曲輪の防備が手薄となり、その対策のため西曲輪が設けられたのである。南北に細長い平城部で、西に広がる侍屋敷との連結を深め、また従来東西に狭かった城の構造的脆弱さを補う役割も持っていた。

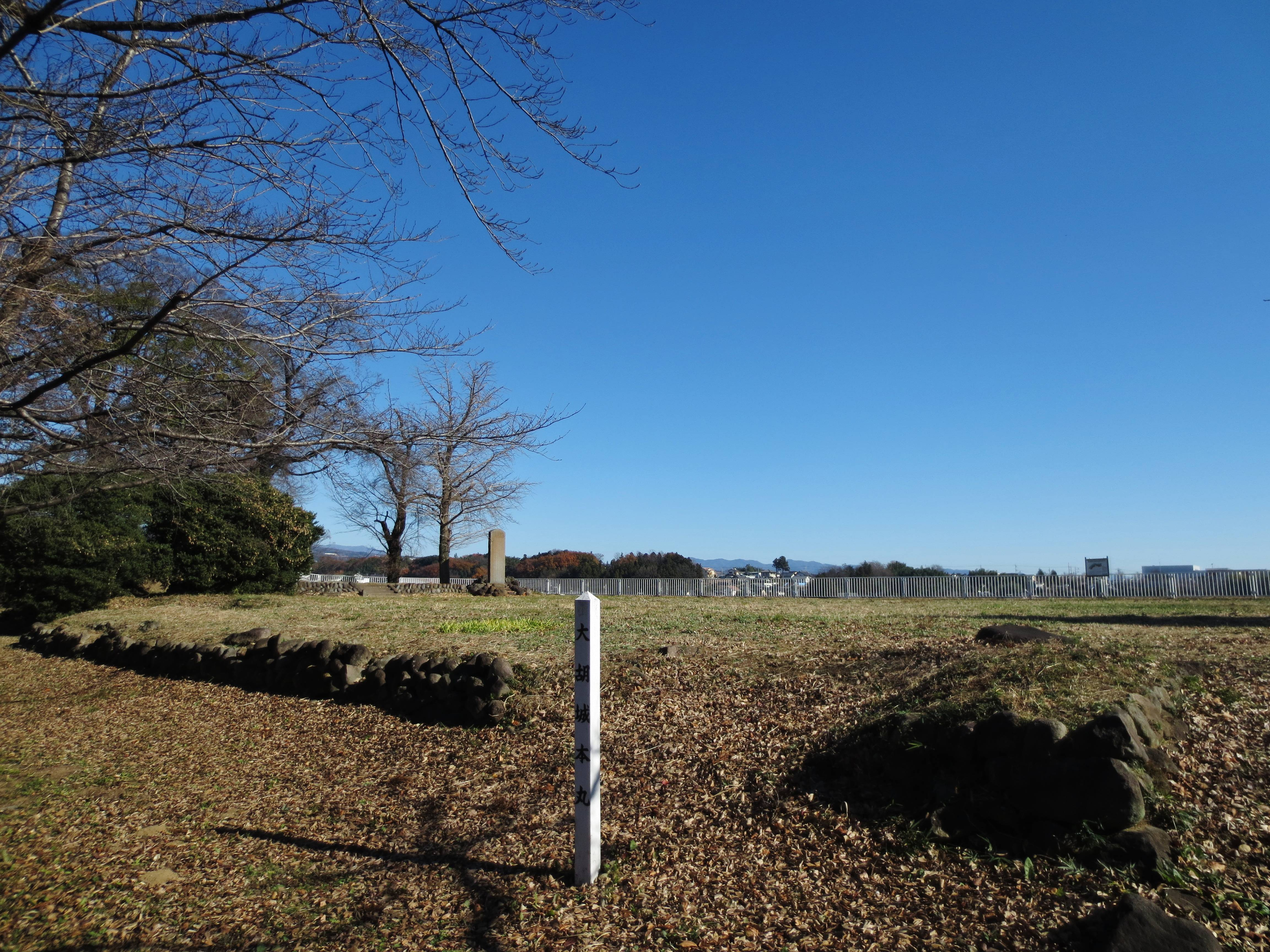
本丸跡
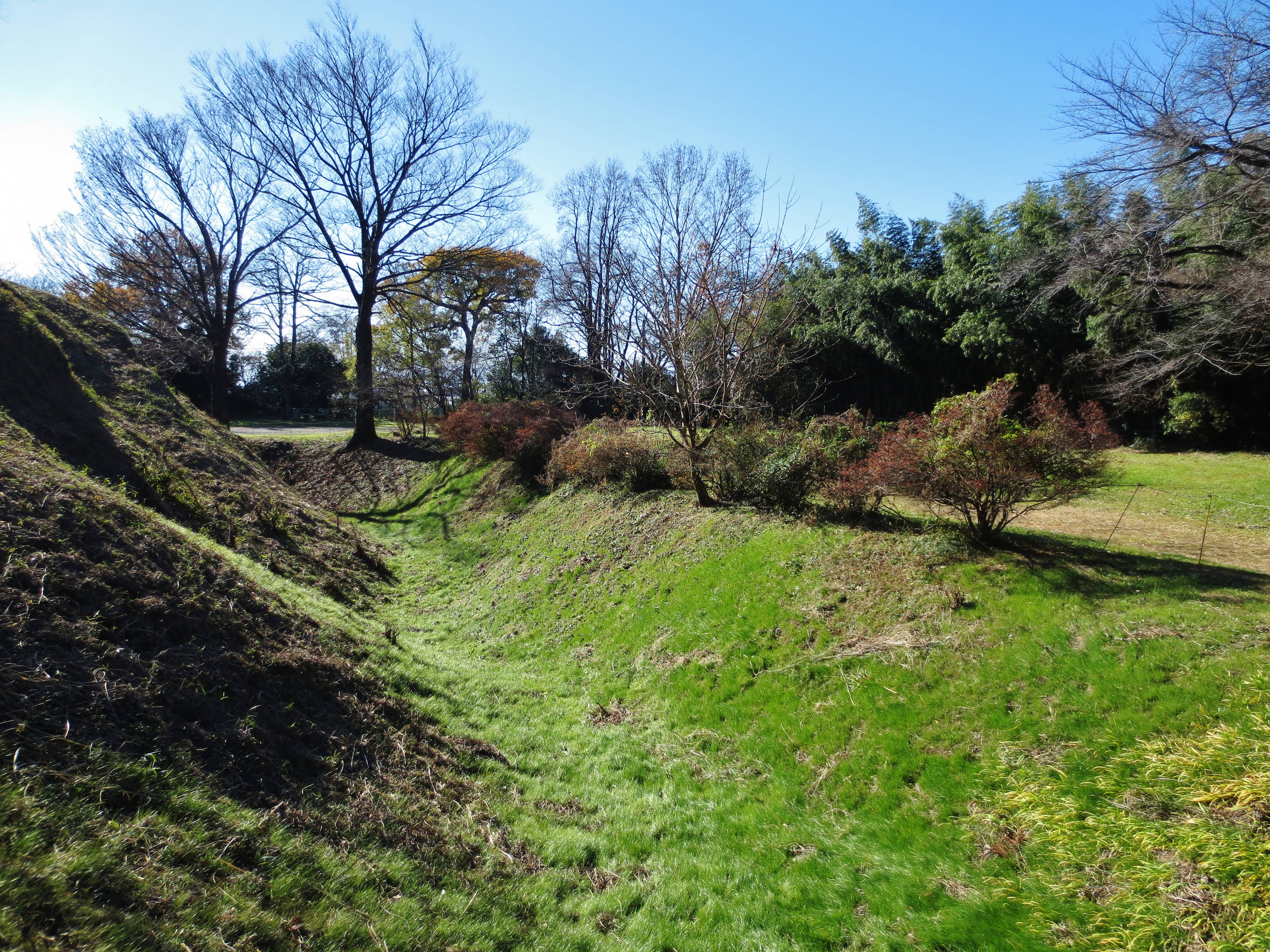
二の丸跡
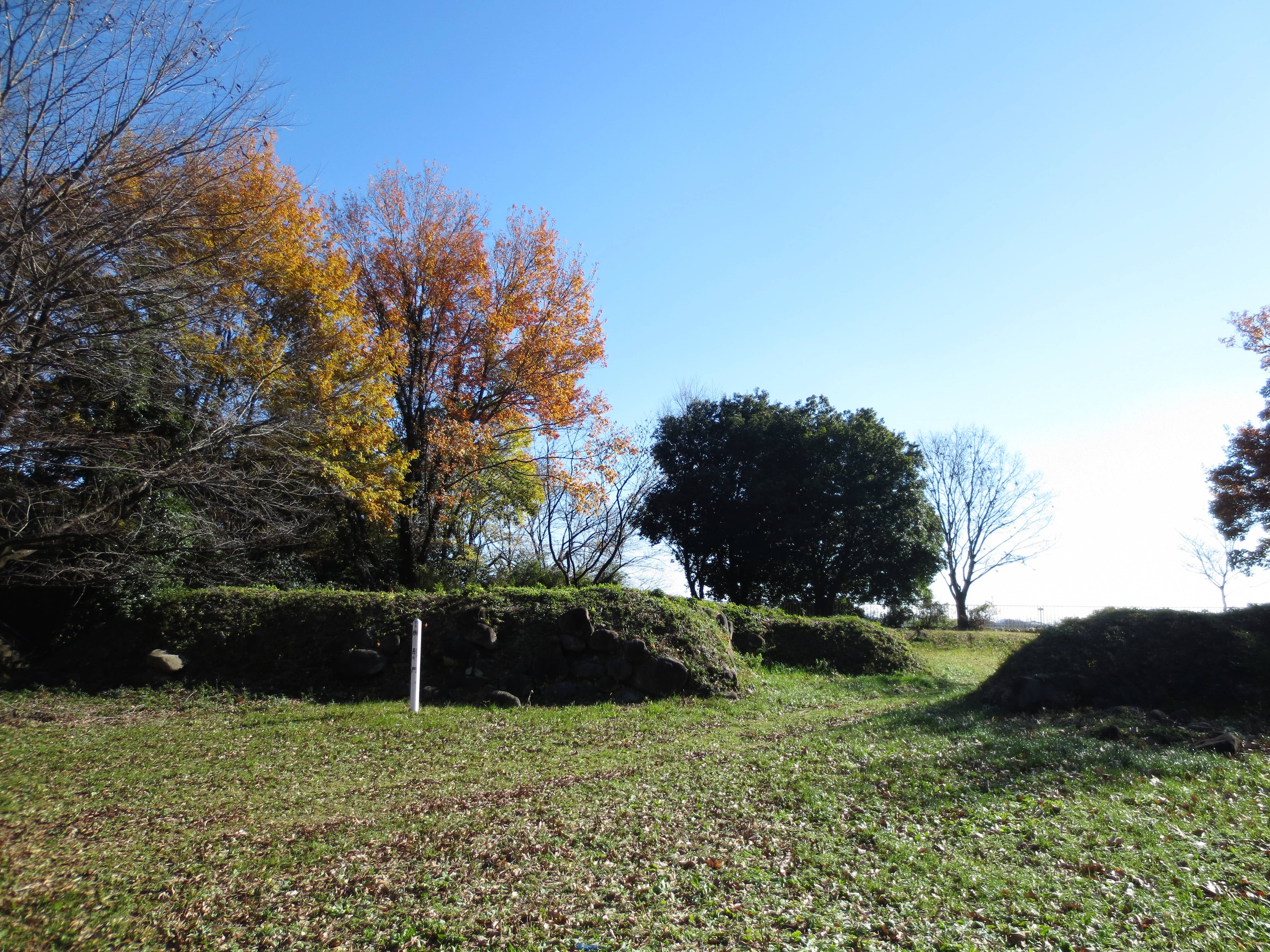
桝形門跡
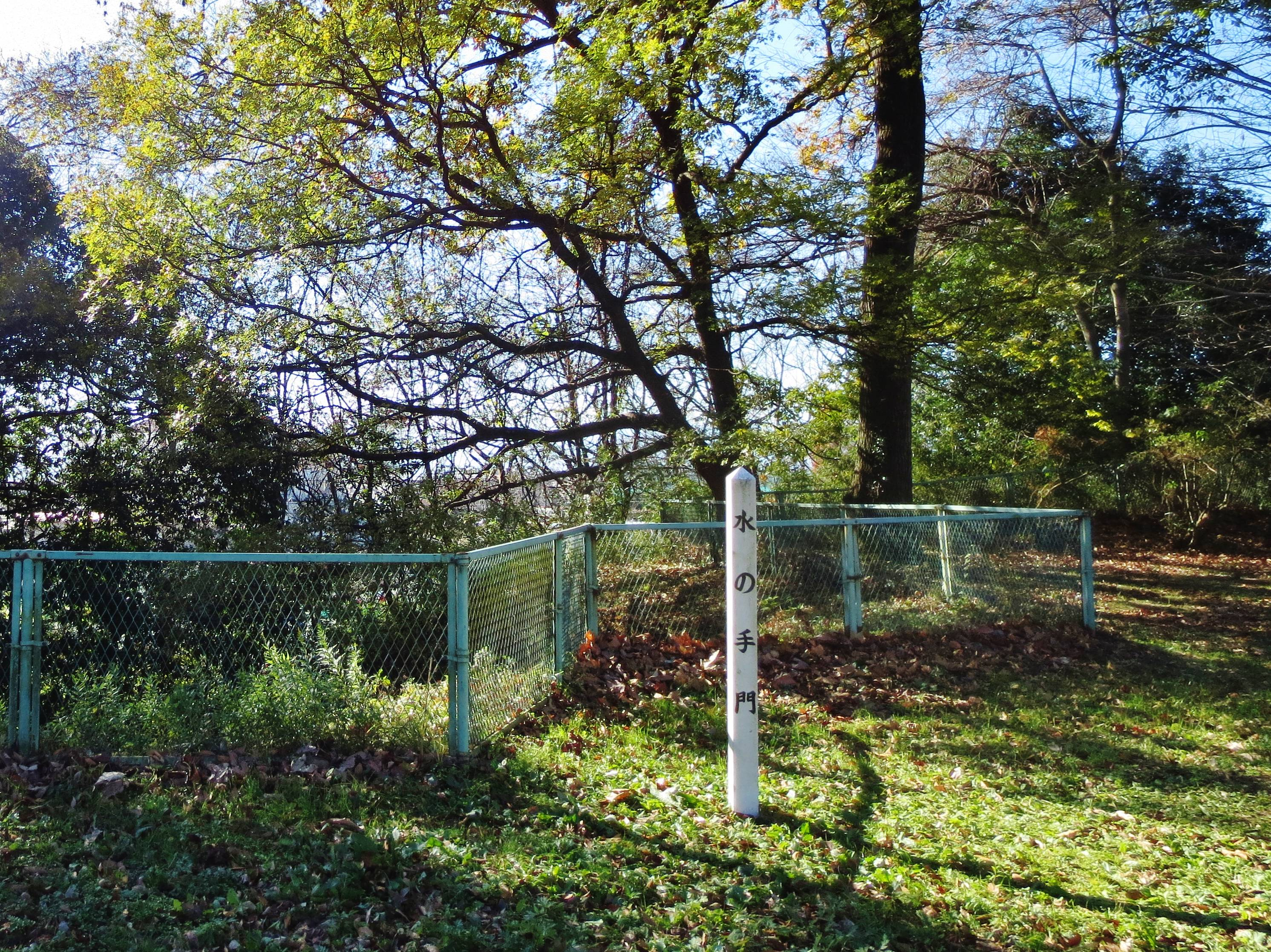
水の手門跡
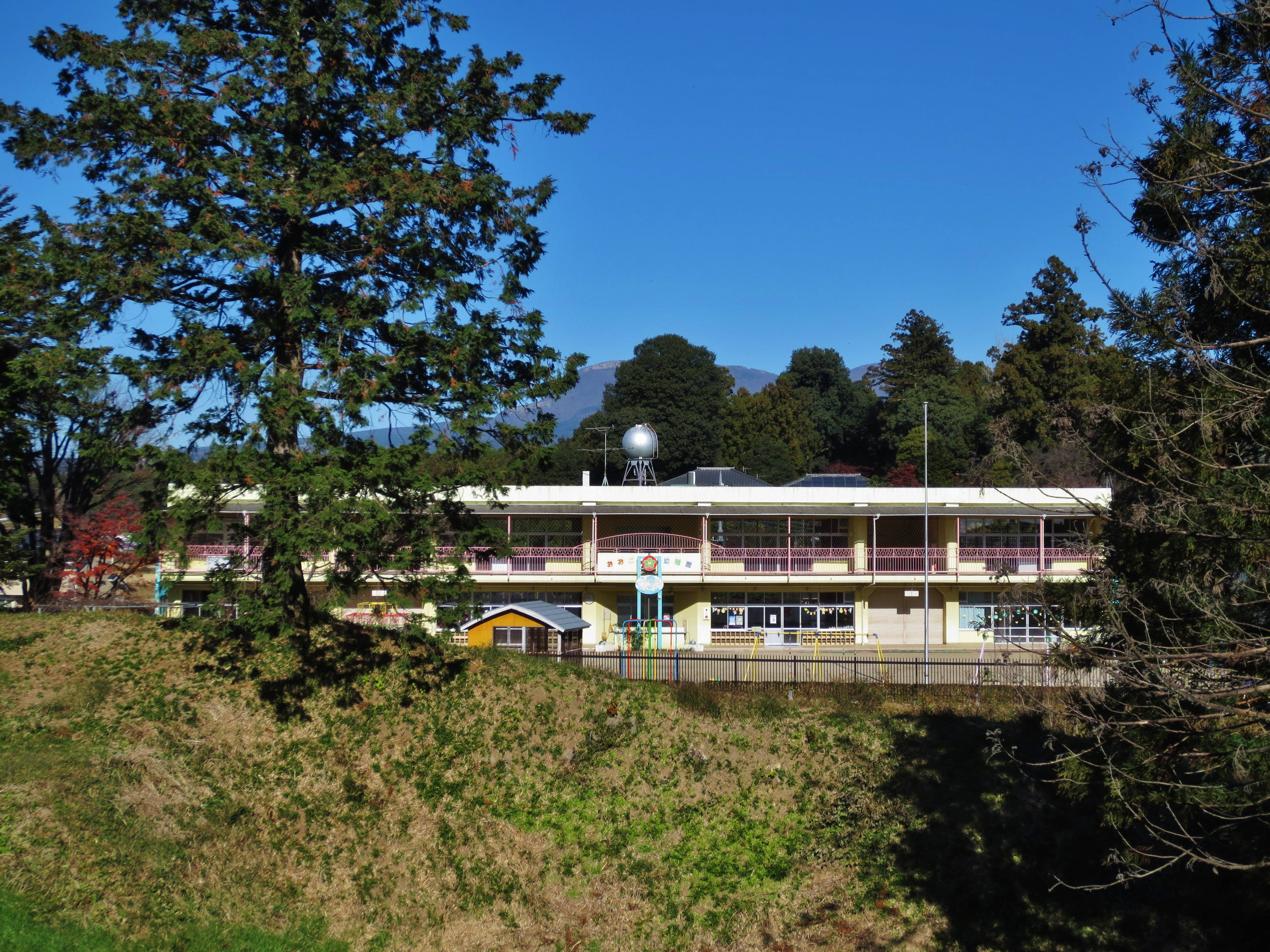
北城跡（大胡幼稚園）

## 歴代城主
- 大胡氏
- 横瀬氏（このほか前述の様に益田氏・上泉氏にも城主説がある。）
- 北条高広
- 大胡高繁
- 牧野康成
- 牧野忠成

## 支城
ほぼ全て消滅している。また大胡氏の居館跡とされる養林寺も砦の機能を持っていたとみられる。
- 上泉城 - 大胡城から南西にある前橋市上泉町にあり、大胡一族の上泉氏の居城。本丸跡には江戸時代の倉庫たる上泉郷倉がある。
- 横沢城 - 大胡城の西にある前橋市横沢町にあった出城跡。大半が宅地化した。
- 今城 - 大胡城の西、上毛電気鉄道江木駅東の字西今城・東今城にあったとみられるが消滅。付近を走る大胡県道と北の渋川大胡線を結ぶかたちで存在した勝山遠堀（大胡城の遠堀）を守っていたと推測される。
- 河原浜砦 - 城の東の街道沿いにあり河原氏が守ったと伝えるが、痕跡もなく消失している。

## 所在地

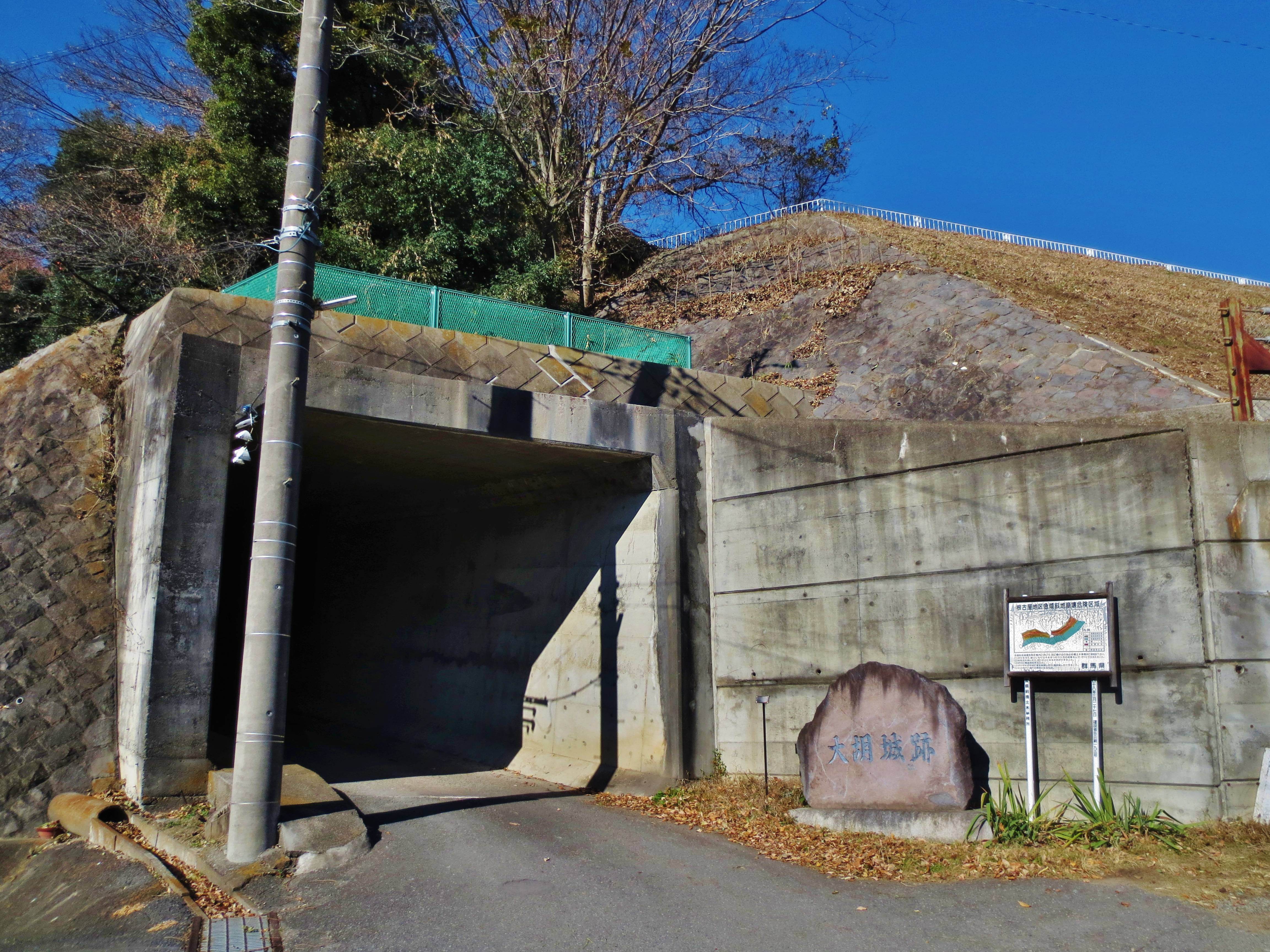
大胡城跡入口

- 群馬県前橋市河原浜町660-1

## アクセス
上毛電鉄 大胡駅 徒歩北へ約30分